# CKMM-FM
CKMM-FM (Hot 103 – Winnipeg's #1 Hit Music Station) ist ein privater Hörfunksender aus Winnipeg, Manitoba, Kanada. Das Sendeformat entspricht dem Top40 Musikhits. Betrieben wird der Sender von Astral Media. Gesendet wird mit einer Leistung von 100.000 Watt. 

## Geschichte
Der Sender begann mit der Ausstrahlung in Winnipeg mit dem Rufzeichen CKWG. Im Laufe der Jahre änderten sich die Rufzeichen von CHZZ zu CKLU und letztlich zu CKMM. 1996 sendete die Station Country Music unter dem Namen Star 103. 1997 erfolgte ein Relaunch unter dem Namen Hot 103. Am 29. Oktober 2007 übernahm Astral Media den Sender.